# Construction du World Trade Center
Vous lisez un « bon article » labellisé en 2012.
Pour les articles homonymes, voir World Trade Center (homonymie).
Cet article concerne le site original du WTC construit à partir de 1966. Pour l'article sur le site post-attentats de 2001, voir Reconstruction du World Trade Center.
Le projet de construction du World Trade Center fut lancé par David Rockefeller et son frère Nelson, puis développé par l'autorité portuaire de New York qui embaucha l'architecte Minoru Yamasaki. Ce dernier arriva déjà avec l'idée de construire des tours jumelles. Et, après de longues négociations les États du New Jersey et le New York, qui supervisaient l'autorité portuaire, acceptèrent le projet. Le chantier commença sur le site du Radio Row dans le Downtown de Manhattan. Pour rassurer le gouverneur du New Jersey, l'autorité portuaire fut d'accord pour racheter l'entreprise en faillite Hudson & Manhattan Railroad (plus tard renommée PATH), qui était chargée du transport des travailleurs de banlieue venant du New Jersey et allant dans le Lower Manhattan.
Les tours jumelles furent conçues sur une structure carrée en aluminium de 63 mètres de côté. Au centre des tours furent placées les gaines électriques et les cages d'ascenseurs. Afin de laisser plus de place pour les bureaux, la majorité des colonnes porteuses furent placées en bordure du périmètre des bâtiments, de manière plus resserrée. La conception et la construction du World Trade Center demandèrent aussi l'utilisation de techniques novatrices comme le fait de couler des murs en béton armé dans le sol afin d'isoler les fondations des immeubles des possibles infiltrations de l'Hudson tout proche, ou bien la réalisation de tests en soufflerie. La construction réelle de la tour Nord commença en août 1968 et celle de la tour Sud en 1969. La construction fut très rapide, en partie grâce à l'utilisation en grand nombre de composants préfabriqués. Les premiers locataires arrivèrent dans la tour Nord en décembre 1970 et dans la tour Sud en janvier 1972. Quatre autres bâtiments plus petits furent ensuite construits. L'inauguration du centre eut lieu le 4 avril 1973. Dans les années 1980, une 7e tour fut construite.
Les sept bâtiments constituant le site du World Trade Center, dont les deux tours jumelles, ont été détruits lors des attaques terroristes du 11 septembre 2001.

## Planification

### Naissance du projet
En 1942, Austin J. Tobin fut nommé directeur exécutif de l'Autorité portuaire de New York. Ainsi commençait une carrière de 30 ans au cours de laquelle il mena entre autres le projet du World Trade Center. Le concept de « centre international du commerce » (World Trade Center) apparut dans un contexte post-Seconde Guerre mondiale alors que les États-Unis vivaient une période de prospérité économique et que le commerce international se développait. En 1946, la législature de l'État de New York adopta un projet de loi qui appelait à la construction d'un « centre international du commerce ». La World Trade Corporation fut fondée à cette occasion. Thomas Edmund Dewey, gouverneur de l'État de New York, créa aussi un conseil d'administration responsable du projet. L'architecte John Eberson et son fils Drew conçurent des plans pour 21 bâtiments s'étalant sur dix blocs et coûtant près de 150 millions de dollars. Mais après la dissolution de la World Trade Corporation en 1949, les plans du World Trade Center furent mis de côté.

### Plans originaux
Dans la période d'après-guerre, la croissance de la ville de New York était concentrée sur le quartier de Midtown, en partie stimulée par le Rockefeller Center créé dans les années 1930. Le Downtown fut lui écarté de cet essor économique ; la seule exception étant le One Chase Manhattan Plaza dans le quartier d'affaires construit par David Rockefeller. En 1958, ce dernier établit la Downtown-Lower Manhattan Association (DLMA) et commanda au cabinet d'architecte Skidmore, Owings and Merrill (SOM) des plans pour moderniser le Downtown. Parmi ceux-ci se trouvait celui d'un World Trade Center s'étendant sur 53 000 m2 le long de l'East River à partir de Old Slip jusqu'à Fulton Street, passant entre Water Street et South Street,. Le complexe originel comprenait un palais des congrès de 275 mètres de long, un bâtiment de 50 ou 70 étages dont une partie aurait servi d'hôtel. Les autres bâtiments devaient abriter un théâtre, des magasins et des restaurants.
David Rockefeller trouva logique de confier ce projet à l'Autorité portuaire, le centre devant logiquement entrainer une augmentation du nombre d'échanges internationaux dans le port de New York. Compte tenu du trafic maritime et économique déjà important à New York, le directeur de l'autorité portuaire, Austin J. Tobin, fit remarquer que ce projet ne devait pas être seulement un centre international du commerce, mais « LE » centre international du commerce. Et après un an d'examen du projet, l'Autorité portuaire finit par apporter son accord officiel, le 11 mars 1961.

### Discussions

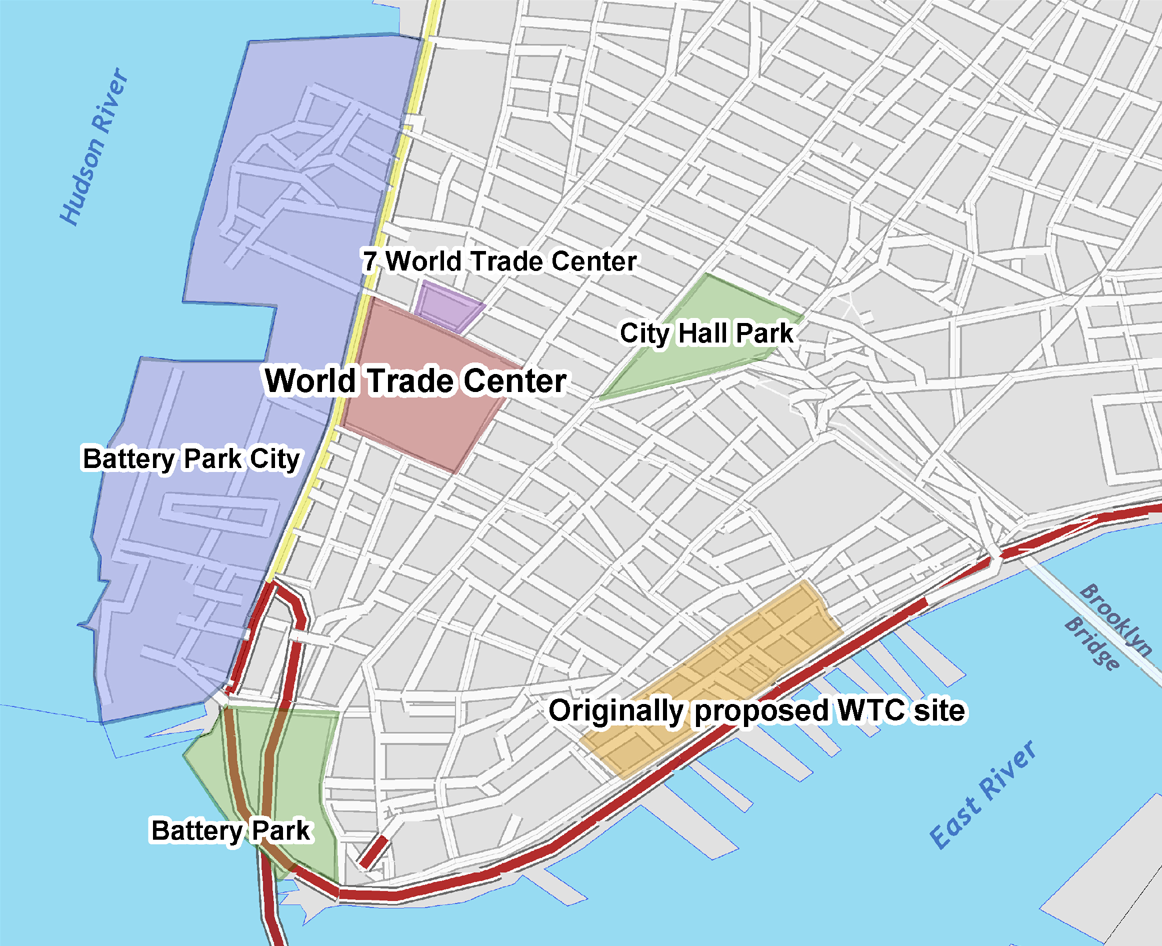
En orange le premier site proposé pour ériger le World Trade Center et en rouge le site qui fut choisi à la fin des négociations

Compte tenu de leur contrôle sur l'Autorité portuaire, l'accord des États du New Jersey et de New York était nécessaire. Mais le gouverneur du New Jersey, Robert B. Meyner, s'opposa à la construction du centre, trouvant déraisonnable que la ville de New York dépense 335 millions de dollars pour ce projet. Entre-temps, le nombre de clients de l'entreprise de chemin de fer du New Jersey Hudson and Manhattan Railroad (H&M) était passé de 113 millions en 1927 à seulement 26 en 1958 à la suite de l'ouverture de nombreux tunnels et ponts autoroutiers afin de traverser l'Hudson. Le gouverneur pensa donc que ce projet entrainerait la disparition complète de l'entreprise. Ainsi à la fin de l'année 1961, les négociations avec le gouverneur sortant au sujet de la construction du World Trade Center étaient dans l'impasse. Au cours du mois de décembre, un nouveau gouverneur du New Jersey, Richard Hughes J., fut élu. Tobin le rencontra immédiatement pour lui proposer de déplacer le World Trade Center sur un site à l'ouest du Downtown, à l'endroit où se trouvait alors le terminal Hudson. L'Autorité portuaire, en faisant l'acquisition de la société de chemin de fer H&M allait aussi acquérir ce terminal ainsi que d'autre bâtiments jugés inutiles. Le 22 janvier 1962 les deux États conclurent un accord autorisant l'Autorité portuaire à construire le World Trade Center sur la rive ouest de Manhattan. Le changement de site vers un endroit plus intéressant pour le New Jersey et l'acquisition de H&M poussèrent l’État à soutenir le projet.

### Controverse

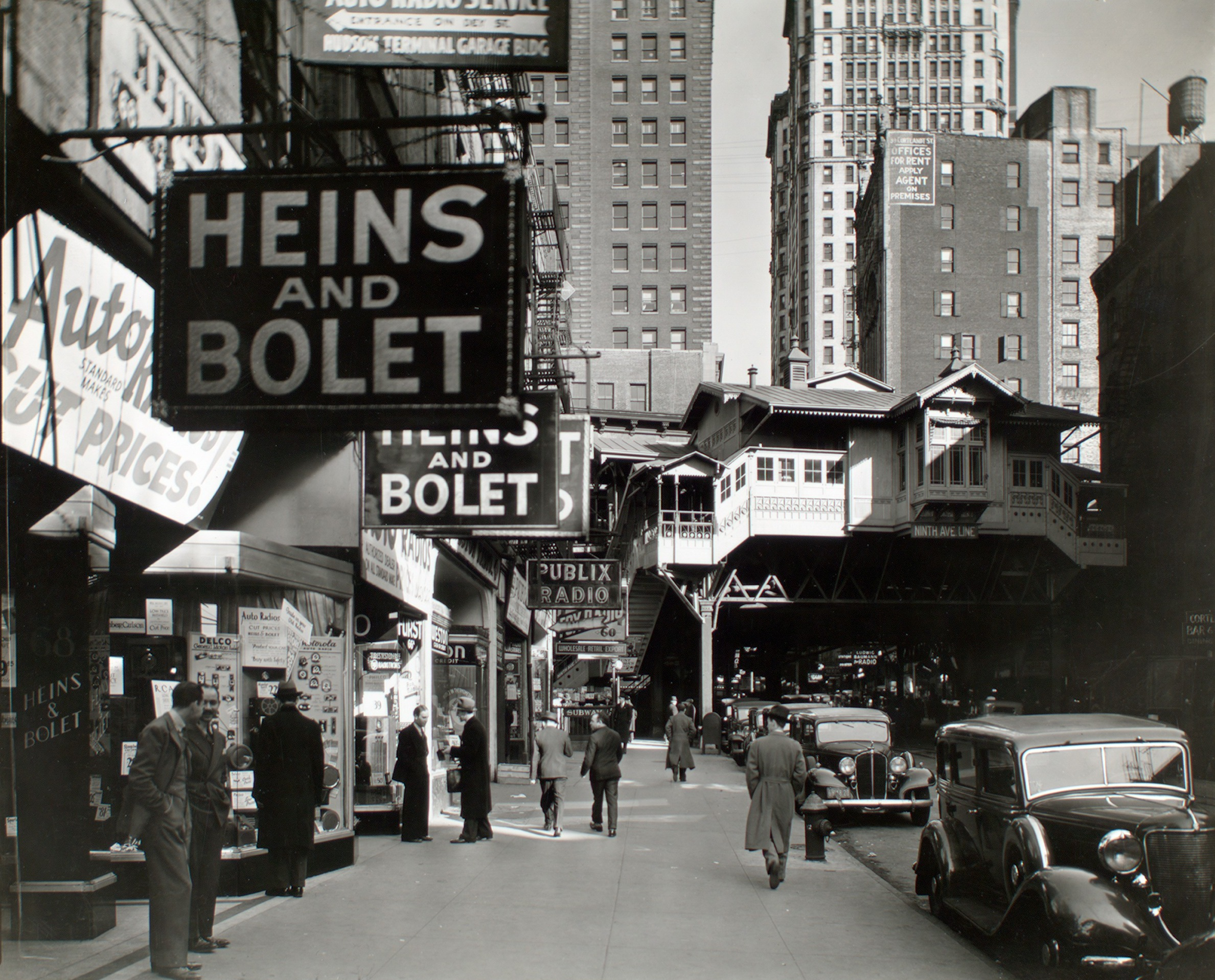
Le site de Radio Row

Même une fois l'accord entre les États de New York et du New Jersey et le contrat de l'Autorité portuaire finalisé, la controverse autour du projet du World Trade Center continua. L'emplacement où devait être construit le centre était celui du Radio Row, ensemble de bâtiments dans lequel se trouvaient des centaines de petits commerces, d'industries, de propriétaires fonciers et environ une centaine d'habitants. L'Autorité portuaire avait prévu d'expulser tous les locataires, mais certains protestèrent farouchement contre ce déplacement forcé. En juin 1962, une association représentant environ 325 magasins et 1 000 petites entreprises de Radio Row déposa une plainte remettant en cause le droit de propriété de l'Autorité portuaire sur ce terrain. Ce différend fit grand bruit dans le système judiciaire au point que la cour d'appel de l'État de New York soit obligée en avril 1963 de confirmer la possession du terrain par l'Autorité portuaire en affirmant que le projet était « d'intérêt public, » (l'Autorité portuaire étant une organisation gouvernementale). Mais le 12 novembre 1963, la Cour suprême des États-Unis refusa cet argument, obligeant l'Autorité à dédommager tous les commerçants,, mais beaucoup d'entre eux jugèrent ce dédommagement insuffisant,. Le débat continua après la construction mais ne fut jamais clos.

Plan du site du World Trade Center.

Des promoteurs immobiliers et des membres de la Chambre immobilière de New York exprimèrent aussi des préoccupations quant à ce grand espace de bureaux se retrouvant subitement sur le marché en concurrence direct avec le marché privé déjà en grande difficulté,. Les critiques les plus virulentes venaient de Lawrence A. Wien, propriétaire de l'Empire State Building, qui allait perdre son titre de plus haut bâtiment du monde,. Wien rassembla des propriétaires fonciers et des entreprises travaillant dans le bâtiment dans un groupe appelé le « Comité pour un World Trade Center raisonnable » afin d'exiger que le projet soit revu à la baisse.
En janvier 1964, l'Autorité trouva un accord avec le gouvernement de l'État de New York afin que ses bureaux se trouvent dans les tours du World Trade Center. Elle commença aussi la préparation de partenariats et d'accords commerciaux, dont plusieurs avec des banques. En 1965, l'United States Customs Service (chargé de percevoir les taxes des échanges commerciaux) conclut un contrat pour devenir l'un des futurs principaux locataires des bâtiments. Mais le dernier obstacle à la réalisation du projet fut d'obtenir l'accord du maire de New York, John V. Lindsay et du conseil de la ville. Les négociations entre la ville et l'Autorité portuaire étaient centrées sur les questions fiscales. Un accord fut trouvé le 3 août 1966. L'Autorité devrait payer une somme annuelle à la ville à la place des locataires privés. Les années suivantes cette taxe augmenterait en fonction de l'impôt foncier.

## Conception des tours jumelles
La conception a duré 4 ans de 1962 à 1966. Le 20 septembre 1962, Minoru Yamasaki fut choisi comme architecte principal du World Trade Center, et Emery Roth & Sons comme architectes associés. Au départ, Yamasaki avait proposé un projet comportant des tours jumelles mais chacune d'elles ne comportait que 80 étages. Yamasaki avait alors fait remarquer : « Le choix était évident, un groupe de plusieurs grands immeubles, aurait ressemblé à un complexe de logements ». Mais pour répondre à l'exigence des commanditaires d'avoir 930 000 m2 de bureaux, l'architecte dut rajouter 31 étages à chacune des tours. Or une des contraintes majeures d'une tour de cette hauteur était les ascenseurs. Plus une tour est haute, plus le nombre d'ascenseurs nécessaires est important, et plus l'espace utilisé l'est aussi. Yamasaki décida donc d'utiliser des Sky Lobbies. Les Sky Lobbies sont des étages où arrivent les ascenseurs principaux à grande vitesse qui desservent uniquement des groupes d'étages et où les gens peuvent emprunter des ascenseurs desservant chaque étage de la section concernée (les ascenseurs locaux utilisant tous la même cage d'ascenseur).

Système d'ascenseurs dans l'une des deux tours

Les Sky Lobbies, situés au 44e et 78e étages de chaque tour, permirent aux ascenseurs d'être utilisés plus efficacement tout en faisant passer l'espace de bureaux à chaque étage de 62 à 75 % de la surface totale, et en réduisant le nombre de cages d'ascenseurs nécessaires. Les tours jumelles furent les deuxièmes gratte-ciel à être équipés de ce système, après le 875 North Michigan Avenue de Chicago. Ce système avait été inspiré par le métro de New York, qui comprend des stations locales où seuls les trains desservant cette zone s'arrêtent, et des stations expresses où tous les trains s'arrêtent (les trains locaux comme les trains express).
Le concept de Yamasaki pour le World Trade Center fut dévoilé au public le 18 janvier 1964, sous la forme d'une maquette de 2,4 mètres de haut. Les tours auraient une base carrée de 63 mètres de côté. Les fenêtres des bureaux étaient conçues avec une largeur de seulement 45 centimètres, traduisant ainsi la peur du vide de Yamasaki et sa volonté de mettre les occupants de ses tours en sécurité. Dans son projet, il comptait aussi recouvrir les parois des tours avec un alliage à base d'aluminium.

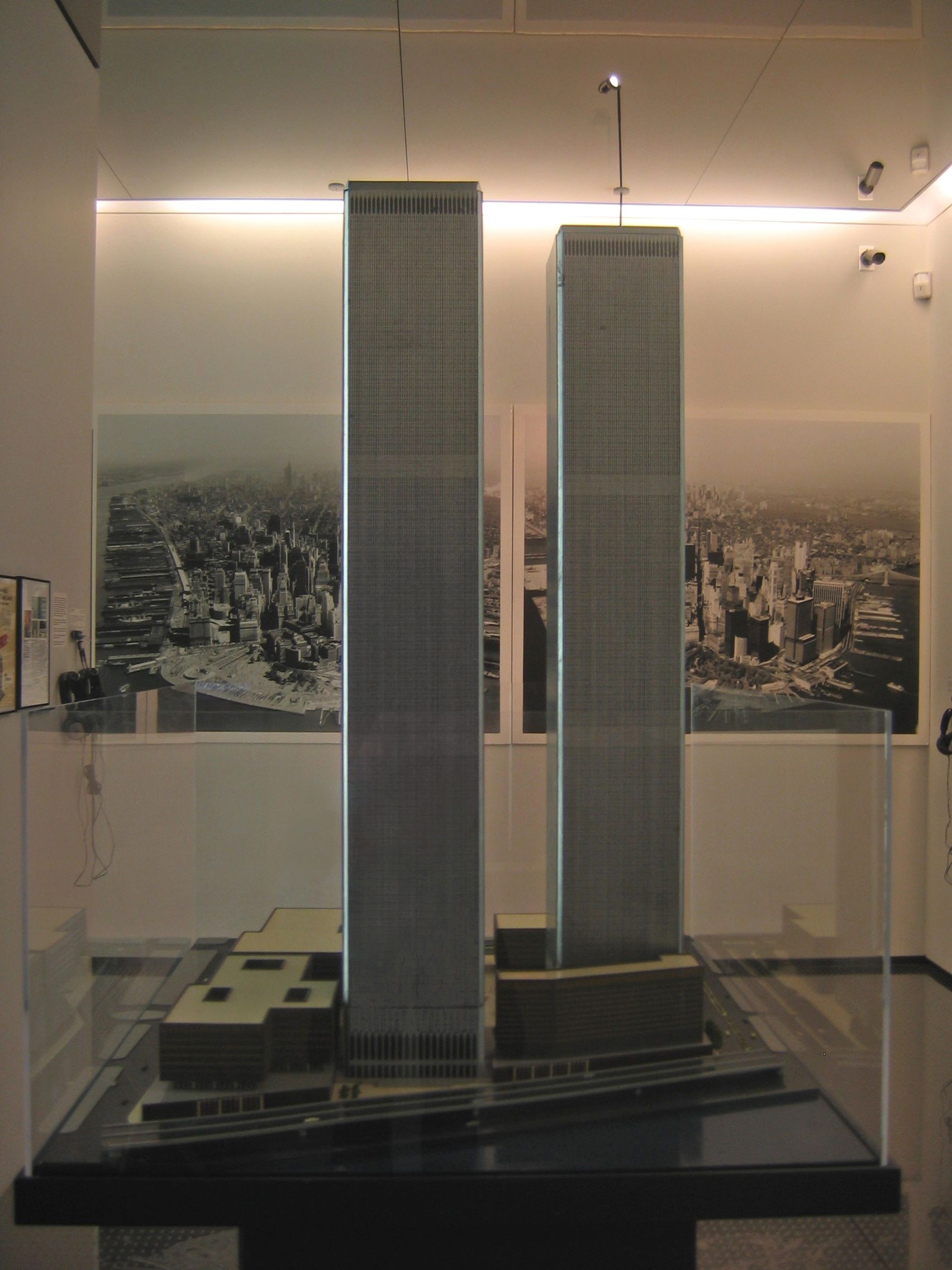
La maquette originale du World Trade Center, actuellement exposée au Skyscraper Museum de New York.

L'esthétique des tours fut souvent critiquée par les membres de l'institut d'architectes américains et par d'autres groupes,. Lewis Mumford, auteur du livre La cité à travers l'histoire et d'autres ouvrages sur la planification urbaine, critiqua vigoureusement le projet et le décrivit avec d'autres nouveaux gratte-ciels comme « des grandes briques de verre et d'acier ». Des groupes de télévision objectèrent que les tours jumelles allaient créer des interférences dans la réception des programmes par les téléspectateurs New-Yorkais. En réponse à ces préoccupations, l'Autorité portuaire proposa de fournir de nouveaux émetteurs de télévision et d'autres installations dans le World Trade Center. La société linnéenne de Londres du musée américain d'histoire naturelle s'opposa aussi à ce projet, citant les dangers des bâtiments pour les oiseaux migrateurs.
L'entreprise de construction de structure pour bâtiments, Worthington, Skilling, Helle & Jackson, travailla à fabriquer la structure tubulaire présente dans les plans de Yamasaki. Le département d'ingénierie de l'Autorité portuaire fut choisi pour réaliser les fondations des tours, Joseph R. Loring & Associates fut choisi comme ingénieur électricien, et Jaros, Baum & Bolles comme ingénieur mécanique. Tishman Realty & Construction Company devint le maître d'œuvre du projet. Guy F. Tozzoli, le directeur du département du commerce mondial à l'Autorité portuaire, et l'ingénieur en chef de l'administration portuaire, Rino M. Monti, supervisèrent le projet.

### Conception des structures
En tant qu'organisme opérant sur différents États des États-Unis, l'Autorité portuaire n'était pas soumise aux lois spécifiques de la ville de New York, intégrant les règles de construction. Néanmoins les architectes engagés par l'Autorité devaient eux se soumettre à ces règles. Au moment de la conception du World Trade Center de nouvelles règles furent créées pour remplacer celles de 1938 encore en vigueur. Les ingénieurs en structure durent suivre cette version provisoire du code de la construction qui incorporait des techniques « avancées » dans la conception des bâtiments.
Les tours du World Trade Center comprenaient de nombreuses innovations techniques structurelles dans la conception et la construction de gratte-ciels, qui permirent aux tours d'atteindre de nouveaux sommets et de devenir les plus grandes du monde. Traditionnellement les gratte-ciels utilisaient un squelette composé de colonnes réparties sur tout l'intérieur pour supporter des charges de construction, avec des colonnes intérieures découpant l'espace au sol. Le concept de châssis tubulaire mis en place par Fazlur Khan fut une avancée technique majeure. Cette technique autorisait des zones d'espaces ouverts et plus d'espace habitable. Les bâtiments utilisaient de longues colonnes en acier renforcé, appelées treillis de Vierendeel, rapprochées pour former un mur épais. Chacune des quatre façades des tours était constituée de 60 colonnes d'acier placées à un mètre l'une de l'autre (distance entre-axes). En tout, les murs d'enceinte des tours mesuraient 64 mètres de long et les angles étaient biseautés. Les colonnes latérales ont été construites pour soutenir toutes les charges latérales (le vent par exemple) et pour répartir les charges gravitationnelles sur les colonnes de base. L'analyse de la structure des principales portions du World Trade Center fut réalisée sur un IBM 1620.

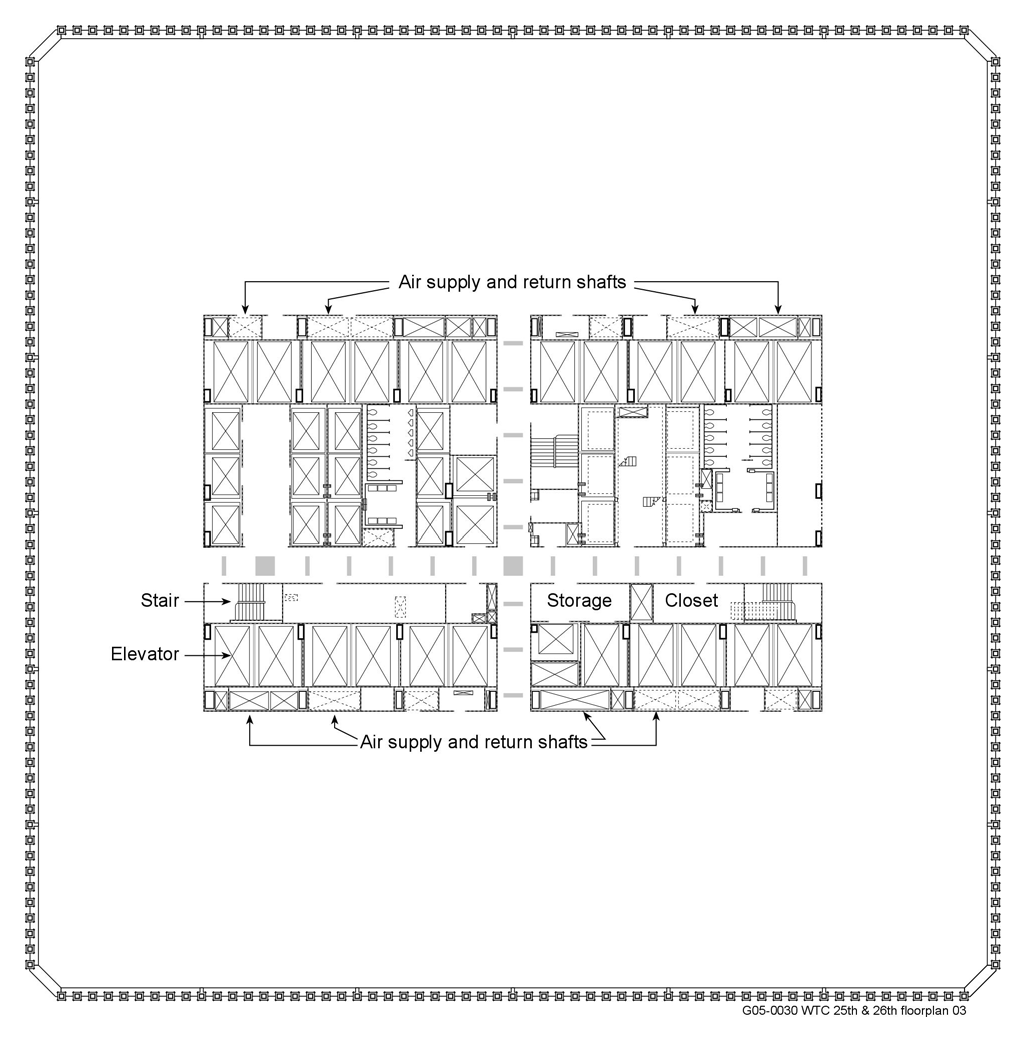
Schéma typique d'un étage, avec le noyau contenant les escaliers, les cages d'ascenseurs et les zones utilisables. En blanc la zone habitable où se trouvent les bureaux, et autour les murs extérieurs avec les colonnes d'acier.

Lors de la construction de la structure une large gamme de pièces préfabriquées métalliques furent utilisées, composées de trois colonnes de trois étages de haut reliées avec des plaques. Ces colonnes étaient constituées de quatre plaques d'acier de 35 centimètres de côté. Une colonne supplémentaire était placée dans chacun des angles chanfreinés des tours. La limite d'élasticité de l'acier structurel variait sur toute la hauteur des tours, allant de 260 à 670 MPa. La résistance de l'acier et l'épaisseur des plaques diminuaient vers le haut de la tour, car elles n'avaient pas à supporter le même poids. Ce modèle de structure nécessitait 40 % d'acier en moins par rapport à une structure classique. À partir du 7e étage jusqu'au rez-de-chaussée, et même jusqu'aux fondations, les colonnes étaient espacées de 3 mètres l'une de l'autre. Toutes les colonnes ont été placées sur la roche mère, qui, contrairement au Midtown se trouve à 20-25 mètres sous la surface.
Les plaques furent soudées sur les colonnes hors du site de construction. Les pièces étaient profondes de 1,3 mètre et couvraient 2 étages entiers et la moitié de deux autres étages. Les modules adjacents étaient boulonnés entre eux. Les plaques étaient situées aux mêmes étages de sorte que deux plaques puissent résister ensemble aux charges latérales.
Le centre de l'édifice abritait les cages d'ascenseurs, les toilettes, trois cages d'escaliers et les zones techniques. Le centre de chaque tour était une zone rectangulaire de 27 mètres sur 41 et comprenait 47 colonnes d'aciers allant de la base jusqu'au sommet de la tour. Ces colonnes, constituées de caissons soudés aux étages inférieurs et de profilés laminés à larges rebords aux étages supérieurs, s'amincissaient après le 66e étage. Le noyau du WTC1 était orienté avec l'axe longitudinal d'est en ouest contrairement au WTC2 qui s'orientait du nord au sud. Ainsi, les charges latérales dues au vent à supporter par chaque bâtiment étaient moins importantes grâce à la présence de son vis-à-vis. Seuls les escaliers mécaniques n'étaient pas situés au centre des bâtiments.
Le grand espace sans colonne entre la façade et le centre de la tour a été comblé par des poutrelles préfabriquées.

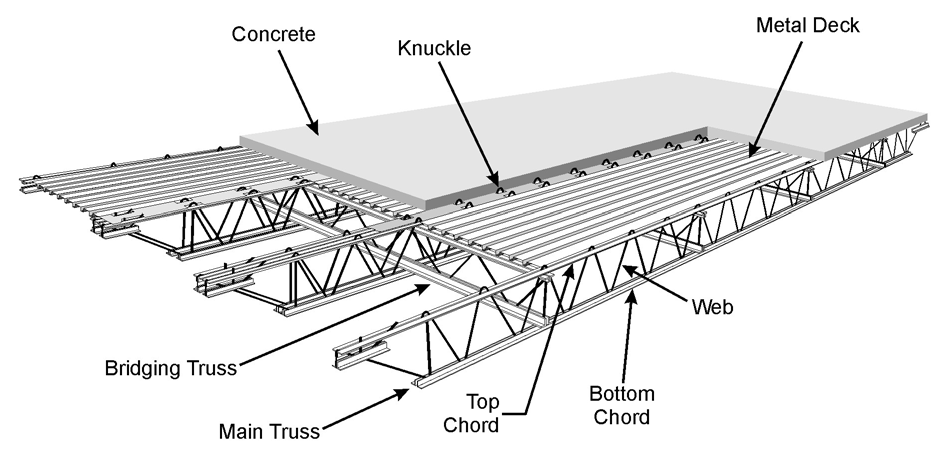
Le système de poutrelles préfabriquées constituant les étages. La légende de gauche à droite et de haut en bas :
- Le plancher
- Le tablier métallique en acier
- Le treillis principal
- Le treillis secondaire

Les étages supportaient leur propre poids, ainsi que les charges structurelles, fournissant une stabilité latérale aux murs extérieurs et répartissaient la force du vent aux murs extérieurs. Les étages se composaient d'une dalle en béton de 10 centimètres posée sur un tablier métallique en acier, avec en dessous un treillis en acier soutenant les étages. Ce treillis mesurait 18 mètres de long dans les zones les plus larges et 11 dans les zones plus petites. Les treillis étaient soudés sur le côté extérieur et sur les colonnes. Les étages étaient reliés aux plaques du mur d'enceinte avec des amortisseurs viscoélastiques de sorte que les occupants ressentent le moins possible le balancement.
Les treillis chapeau (outrigger truss) situés entre le 107e étage et le sommet de chaque tour furent utilisés pour soutenir une importante antenne de transmission sur chaque bâtiment, mais seule WTC1 (la tour Nord) en reçut une en 1978. Le système était composé de six treillis le long de l'axe longitudinal et de quatre sur l'axe transversal. Ce système a permis de répartir le poids de l'antenne (375 tonnes) entre les colonnes du centre et les murs extérieurs.
La conception de la structure tubulaire utilise un noyau en acier et des murs extérieurs renforcés avec des colonnes d'acier sur lesquelles fut projeté un isolant thermique ignifugé  créant une structure relativement légère et sensible au vent par rapport à un bâtiment comme l'Empire State Building protégeant sa structure en acier grâce à une maçonnerie lourde. Au cours de la conception, des essais en soufflerie ont été effectués à l'université d'État du Colorado et au National Physical Laboratory au Royaume-Uni pour établir les pressions dues au vent auxquelles les tours du World Trade Centre pourraient être soumises. Des expériences ont aussi été réalisées concernant le balancement maximum que les occupants des tours pouvaient tolérer. Des cobayes ont été recrutés en leur proposant « un test oculaire gratuit », alors que le but réel de l'expérience était de les soumettre à la simulation d'un balancement et de voir jusqu'où ils pouvaient le tolérer. Mais beaucoup de sujets furent atteints de vertige et répondirent très mal à cette expérience. Leslie Robertson, l'un des principaux ingénieurs travailla avec l'ingénieur Alan G. Davenport pour développer des amortisseurs qui absorberaient le balancement. Ces amortisseurs ont été utilisés au niveau des articulations entre le treillis des étages et les colonnes des murs extérieurs, et avec d'autres modifications structurelles ont permis de minimiser l'impression de balancement.

### Possibilité d'impact avec un avion
Les ingénieurs du World Trade Center envisagèrent aussi qu'un aéronef puisse s'écraser dans l'une des deux tours. En juillet 1945, un bombardier B-25 qui s'était égaré dans le brouillard percuta le 79e étage de l'Empire State Building. Un an plus tard, un autre avion s'était écrasé au numéro 40 de Wall Street et un autre manqua de peu l'Empire State Building. En concevant le World Trade Center, Leslie Robertson considéra donc le scénario de l'impact d'un avion de ligne de type Boeing 707, qui pourrait se perdre dans le brouillard, en cherchant à atterrir à l'aéroport international JFK ou à celui de Newark. Le National Institute of Standards and Technology (NIST) trouva un document de trois pages mentionnant qu'une autre analyse de l'impact avec un avion, impliquant un impact avec un objet allant à plus de 970 km/h, fut en effet envisagée, mais la documentation originale de l'étude fut perdue lorsque les bureaux de l'Autorité portuaire furent détruits dans l'effondrement du World Trade Center.

### Protection contre les incendies
Les matériaux isolants ignifugés furent utilisés pour protéger certains éléments structuraux en acier dans les tours, y compris tous les treillis de plancher et les poutres. Des panneaux de gypse, seuls ou associés à des matériaux ignifugés furent aussi utilisés pour protéger les colonnes du noyau. Du plâtre en vermiculite fut aussi utilisé pour protéger la façade intérieure et des matériaux ignifugés sur les autres façades ainsi que les colonnes. Les nouvelles règlementations concernant les constructions en 1968 dans l'État de New York devinrent plus tolérantes que les anciennes sur certains aspects de la protection contre les incendies, par exemple elles n'exigeaient plus que 3 escaliers de sécurité contre 6 auparavant.
En avril 1970, le département d'analyse et de contrôle de l'air de New York demanda aux entrepreneurs intervenant sur le chantier de ne plus utiliser l'amiante comme isolant dans le World Trade Center.
Après un incendie s'étendant sur 6 étages d'une des tours en février 1975, la protection contre les incendies augmenta considérablement. L'enquête, après l'attentat de 1993, démontra que cette protection restait insuffisante. Des travaux pour résoudre ce problème furent lancés mais seuls 18 étages du WTC1, y compris ceux touchés par l'avion lors des attentats du 11 septembre 2001, et 13 dans la WTC2 dont 3 de ceux qui furent touchés par les attentats, furent terminés.
La réglementation de 1968 n'imposait pas encore de système d'extinction d'incendie automatique (sprinkler) dans les gratte-ciels et dans les autres constructions, excepté pour les niveaux de sous-sol. En raison d'un important incendie survenu en février 1975, l'Autorité portuaire décida d'installer des sprinklers dans tous les bâtiments. En 1993, quasiment toute la tour WTC2 et 85 % de la WTC1 étaient équipées de ces systèmes et l'ensemble du complexe fut modernisé en 2001.

## Construction des tours jumelles
En 1965, l'Autorité portuaire entama l'acquisition du terrain destiné à la construction du World Trade Center. L'entreprise Ajax et Lumber fut engagée pour les travaux de démolition qui débutèrent le 12 mars 1966.
La construction des fondations débuta le 5 août 1966. Le site était situé sur l'emplacement d'une ancienne décharge publique où la roche se trouvait à plus de vingt mètres sous le sol. Afin de pouvoir construire les immeubles, il était nécessaire de creuser la « baignoire » dont la paroi moulée se trouvait contre West Street pour contenir l'eau de l'Hudson. Cette méthode fut utilisée à la place des traditionnelles techniques d'assèchement car ces dernières auraient causé l'effondrement des bâtiments environnants qui n'étaient pas construits sur des fondations aussi profondes. La méthode de la paroi moulée consiste à creuser une tranchée puis à la remplir avec un mélange de bentonite qui remplace l'eau plus légère. Lorsque la tranchée fut creusée on y inséra une cage d'acier ainsi que du béton qui remplace à son tour la bentonite. Cette méthode fut inventée par John M. Kyle Jr, l'ingénieur en chef de l'Autorité portuaire.[réf. nécessaire] Vers la fin de 1966, la construction du mur commença, dirigée par l'entreprise montréalaise Icanda, une filiale de la firme d'ingénierie italienne : Impresa Costruzioni Opere Specializzate (ICOS). Il fallut quatorze mois pour construire ce mur, l'excavation put ensuite commencer.

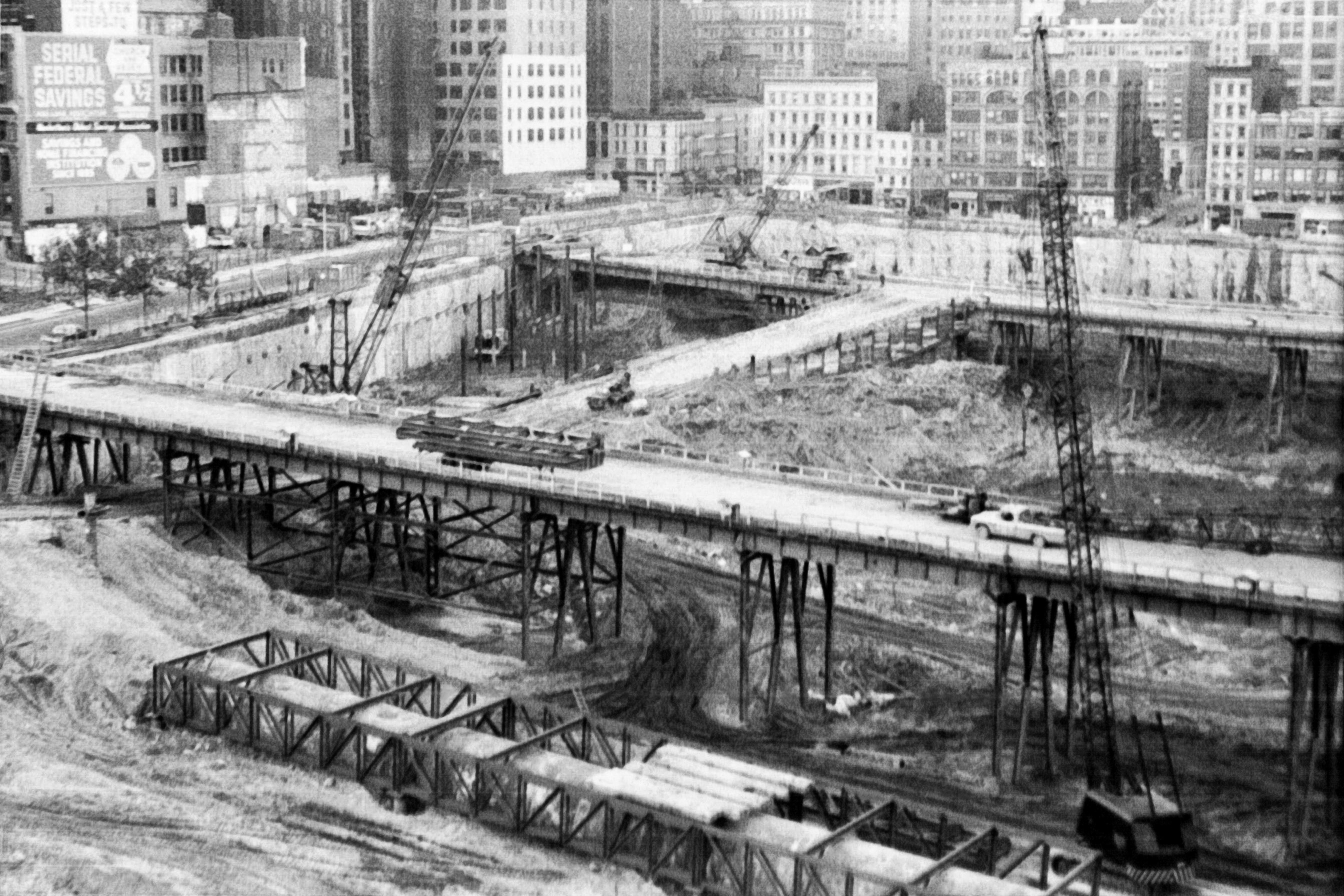
La « baignoire » en construction

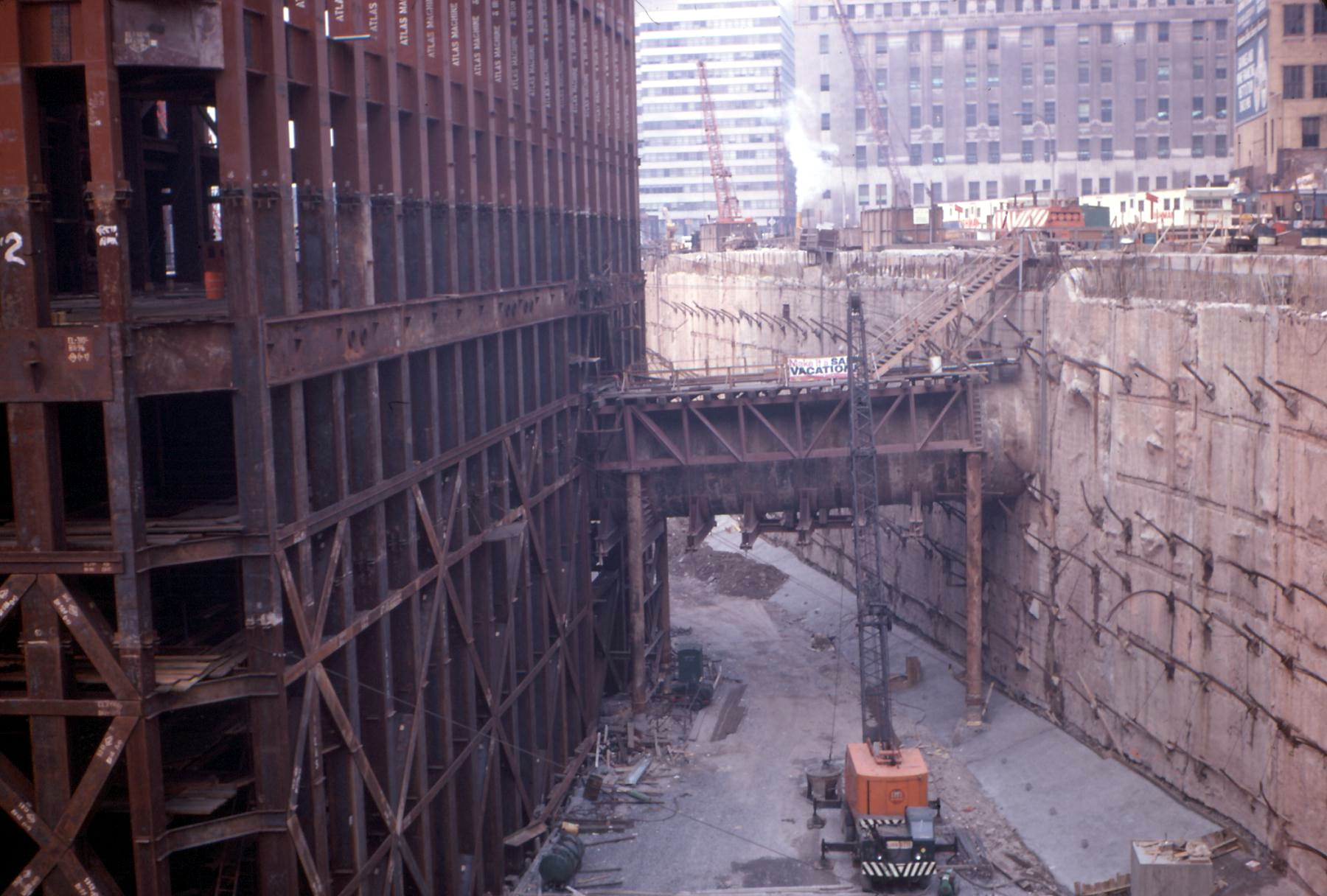
La « baignoire » et sa paroi moulée avec la tour Sud en construction, en 1969.

Les travaux sur la tour Nord commencèrent en août 1968 et ceux sur la tour Sud en janvier 1969. En janvier 1967, un contrat d'un montant de 74 millions de dollars fut conclu avec les sociétés Pacific Car and Foundry Company, Laclede Steel Company, Granite City Steel Company, et Karl Koch Erecting Company pour assurer l'apport d'acier nécessaire à la construction. L'Autorité portuaire préféra acheter de l'acier chez différents fournisseurs en petites portions plutôt que chez un grossiste comme Bethlehem Steel ou US Steel pour économiser de l'argent. Karl Koch était aussi chargé de construire les pièces d'acier et l'Aluminum Company of America fut choisie pour les travaux sur les façades en aluminium. Tishman Realty & Construction signa un contrat en février 1967 pour superviser la construction.
L'utilisation importante d'éléments préfabriqués pour l'élaboration des colonnes structurelles et des systèmes de treillis contribua à accélérer la construction et à réduire les coûts, tout en offrant une meilleure qualité. Les composants en acier étaient assemblés sur un chantier de la Penn Central à Jersey City. Puis ils étaient transportés très tôt le matin jusqu'au site de construction par le Holland Tunnel et mis en place grâce à une grue. Les plus gros composants étaient apportés sur le site de construction par des bateaux-remorqueurs. Un type spécial de grue hydraulique, adapté à la construction des gratte-ciels, fut utilisé pour la construction : la Favco Standard 2700 Crane, construite par Favelle Mort Ltd. en Nouvelle-Galles du Sud. Cette grue était surnommée la « grue-kangourou ».

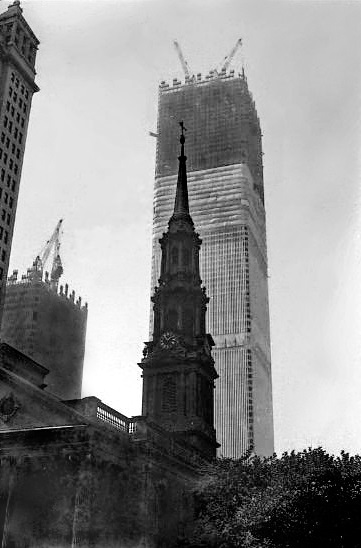
La tour Nord (WTC1) en construction.

En 1970, une grève des remorqueurs commença, causant l'arrêt du transport des matériaux vers le site. L'Autorité portuaire essaya de trouver d'autres moyens pour transporter les composants, y compris par hélicoptère. Pendant l'utilisation de cette dernière méthode, un hélicoptère perdit son chargement d'acier dans le Kill Van Kull. D'autres mésaventures survinrent au cours de la construction, y compris une perturbation du service téléphonique dans le Lower Manhattan lorsque les câbles téléphoniques furent écrasés par des marteaux-pilons. Le 16 mars 1970, une explosion blessa six travailleurs, quand un camion percuta un réservoir de propane. En tout, 60 travailleurs furent tués dans des accidents lors de la construction du World Trade Center.

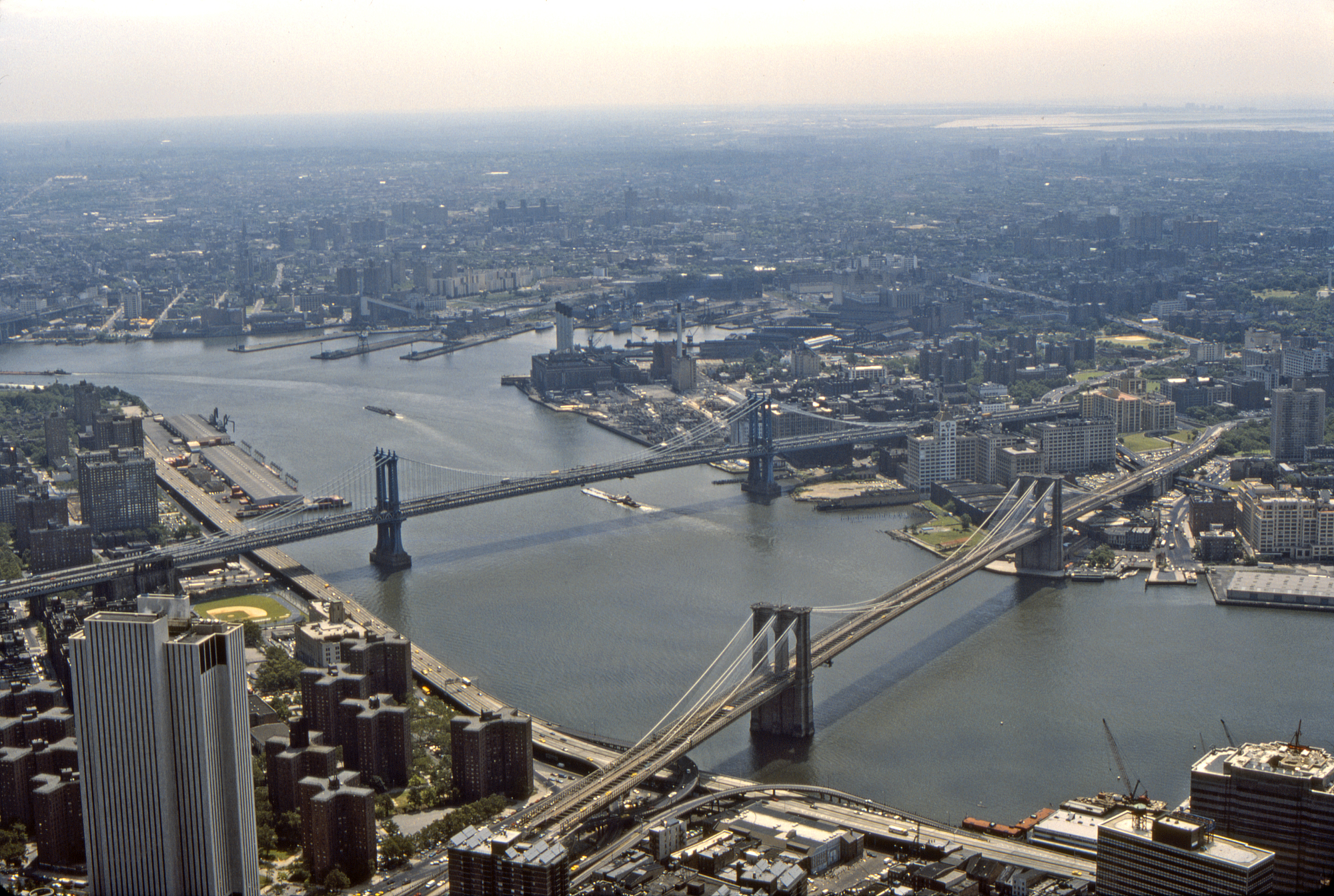
L'East River vue depuis le 2WTC

La cérémonie d'inauguration du WTC1 (tour Nord) eut lieu le 23 décembre 1970 et celle du WTC2 (tour Sud) le 19 juillet 1971. La cérémonie d'inauguration du site eut lieu le 4 avril 1973, mais Tobin était absent car il avait démissionné l'année précédente. Pour construire le World Trade Center il avait fallu extraire 920 000 m3 de terre du sol, et plutôt que de tout transporter dans un site d'enfouissement ou dans la mer, ils furent utilisés pour agrandir la taille de la rive Ouest de Manhattan. Les travaux de démolition de Radio Row commencèrent le 5 janvier 1967, avec la destruction de bâtiments datant de 1910. Les travaux ont continué malgré le conflit entre David Rockefeller, le gouverneur Nelson Rockefeller, et le maire John Lindsay. Tous les matériaux extraits et utilisés pour agrandir Manhattan furent contenu grâce à un batardeau cellulaire. Le résultat fut une extension de 210 mètres sur 452 mètres de long gagnée sur le fleuve Hudson. Cette terre était un « cadeau » à la ville de New York, lui permettant de percevoir plus de taxes grâce à ces nouveaux terrains.
Les premières estimations du coût de la construction donnaient un chiffre plutôt optimiste, d'environ 350 millions de dollars. En décembre 1966, l'Autorité portuaire annonça un coût total de 575 millions de dollars. Cette annonce entraina beaucoup de critiques de la part des promoteurs immobiliers privés, du New York Times et de bien d'autres dans tout New York. Ces critiques annonçaient que cette estimation était encore trop basse, et que le projet allait couter près de 750 millions de dollars. À la fin de la construction des tours jumelles, le coût total s'élevait à plus de 900 millions de dollars. Le projet était complètement net d'impôt grâce au rôle de l'Autorité portuaire au sein de l’État.

## Autres bâtiments
Le World Trade Center était un complexe comprenant aussi 4 autres bâtiments plus petits, construits dans les années 1970. Le 3 World Trade Center était un hôtel de 22 étages abritant le Marriott World Trade Center, il fut conçu par Skidmore, Owings and Merrill en 1978-79. Les tours 4, 5 et 6 du World Trade Center étaient toutes des bâtiments de 8-9 étages conçus par la même équipe que les tours jumelles, Minoru Yamasaki, Emery Roth & Sons, et Skilling, Helle, Christiansen, Robertson. Le 7 World Trade Center fut construit dans les années 1980, juste au nord du site du World Trade Center. Ce bâtiment de 47 étages fut lui conçu par Emery, Roth & Sons et construit au-dessus du poste électrique de la Con Edison.

## Modifications
Au fil du temps, de nombreuses modifications structurelles furent apportées pour répondre aux besoins des locataires des tours jumelles. Les modifications furent effectuées conformément au manuel des modifications des locataires de l'Autorité portuaire et furent examinées par les architectes de l'Autorité portuaire pour s'assurer qu'elles ne modifiaient pas la structure des tours. Dans de nombreux cas, des ouvertures furent découpées à travers les étages pour relier deux appartements appartenant à un même locataire. Les colonnes d'acier du centre furent renforcées pour répondre à de très lourdes charges telles qu'un stockage de meubles très lourds que les locataires possédaient dans leurs bureaux.
Des réparations touchant la structure aux niveaux souterrains du WTC1 furent faites à la suite de l'attentat de 1993. Les plus importants dommages survinrent sur les niveaux B1 et B2, ainsi qu'au niveau B3. Les colonnes principales de la structure ne furent pas endommagées, mais certains des composants secondaires en acier furent abimés. Les étages détruits furent réparés pour restaurer l'intégrité de la structure. La cloison étanche protégeant le bâtiment de l'Hudson fut aussi mise en danger par l'attentat. La destruction de dalles au sol qui fournissaient un renfort latéral augmenta la pression de la rivière sur le mur. La destruction du système de climatisation au sous-sol B5 obligea l'utilisation d'un système provisoire pendant l'été 1993. Le système d'alarme incendie a dû être remplacé sur l'ensemble du complexe car il avait été, lui aussi, endommagé par l'attentat. Le remplacement prit des années et certains des composants n'avaient toujours pas été remplacés lors des attentats du 11 septembre 2001.

## Reconstruction du World Trade Center (2002-2020)
Au lendemain du 11 septembre 2001 et de la destruction des tours jumelles, le maire de New York, Rudolph Giuliani annonça : « Nous reconstruirons : nous allons en ressortir plus forts qu'avant, politiquement plus forts, économiquement plus forts. ». Le président Bush déclara aussi lors d'un discours devant le Congrès : « Tel un symbole de la détermination américaine, mon administration travaillera avec le Congrès, et ses deux leaders, prouveront au monde que nous reconstruirons la ville de New York ».

Plan du nouveau complexe du World Trade Center, en construction depuis 2004.

Après des années de délai et de controverse, la reconstruction du World Trade Center est désormais bien engagée. Le nouveau complexe comprend le One World Trade Center (anciennement connu sous le nom de Freedom Tower), le 7 World Trade Center déjà construit, quatre autres grands immeubles de bureaux : les tours Two, Three, Four et Five World Trade Center, un musée et un mémorial et un centre de transport de la taille du Grand Central Terminal. Les tours une et quatre sont en train d'être achevées et seront prêtes à l'occupation dès 2013,. Le mémorial du 11 septembre est déjà fini, et le musée toujours en travaux. Les constructions des tours deux et trois avancent bien, tout comme le centre de transport et devraient être terminées vers 2015.
Le coût total du projet est estimé en 2012 à près de 15 milliards de dollars (11,5 milliards d'euros), là où il était encore évalué à 11 milliards en 2008.

### Histoire
Le processus de nettoyage de Ground Zero après les attentats du 11 septembre 2001 s'est poursuivi jour et nuit pendant près de huit mois. Les débris furent transportés à partir du site du World Trade Center jusqu'à la décharge de Fresh Kills sur Staten Island, où tout fut examiné afin de pouvoir analyser l'effondrement des tours. Le 30 mai 2002, une cérémonie a été organisée pour marquer officiellement la fin des travaux de déblaiement. En 2002, le début de la reconstruction du nouveau centre commença avec le 7 WTC situé juste au nord du site principal du World Trade Center. Comme ce bâtiment ne faisait pas partie du projet principal de la reconstruction, Larry Silverstein fut en mesure de procéder sans délai à la reconstruction du 7 World Trade Center, qui fut achevé et inauguré officiellement en mai 2006, ce qui avait été considéré comme une priorité depuis la destruction de la station électrique Con Edison qui était située dans les étages inférieurs de l'immeuble et qui était nécessaire pour fournir tout le Lower Manhattan en électricité,,. Silverstein et Con Edison reconnurent que la reconstruction du 7 World Trade Center devrait être compatible avec celle du World Trade Center principal qui prévoit de rouvrir les rues qui avaient été bloquées à la suite de la construction du site original. En conséquence, la conception du nouveau 7 World Trade Center a permis la réouverture de Greenwich Street, qui avait été bloquée par l'ancien bâtiment. Une station PATH temporaire au niveau du World Trade Center ouvrit en novembre 2003, elle sera remplacée par une station permanente conçu par Santiago Calatrava.

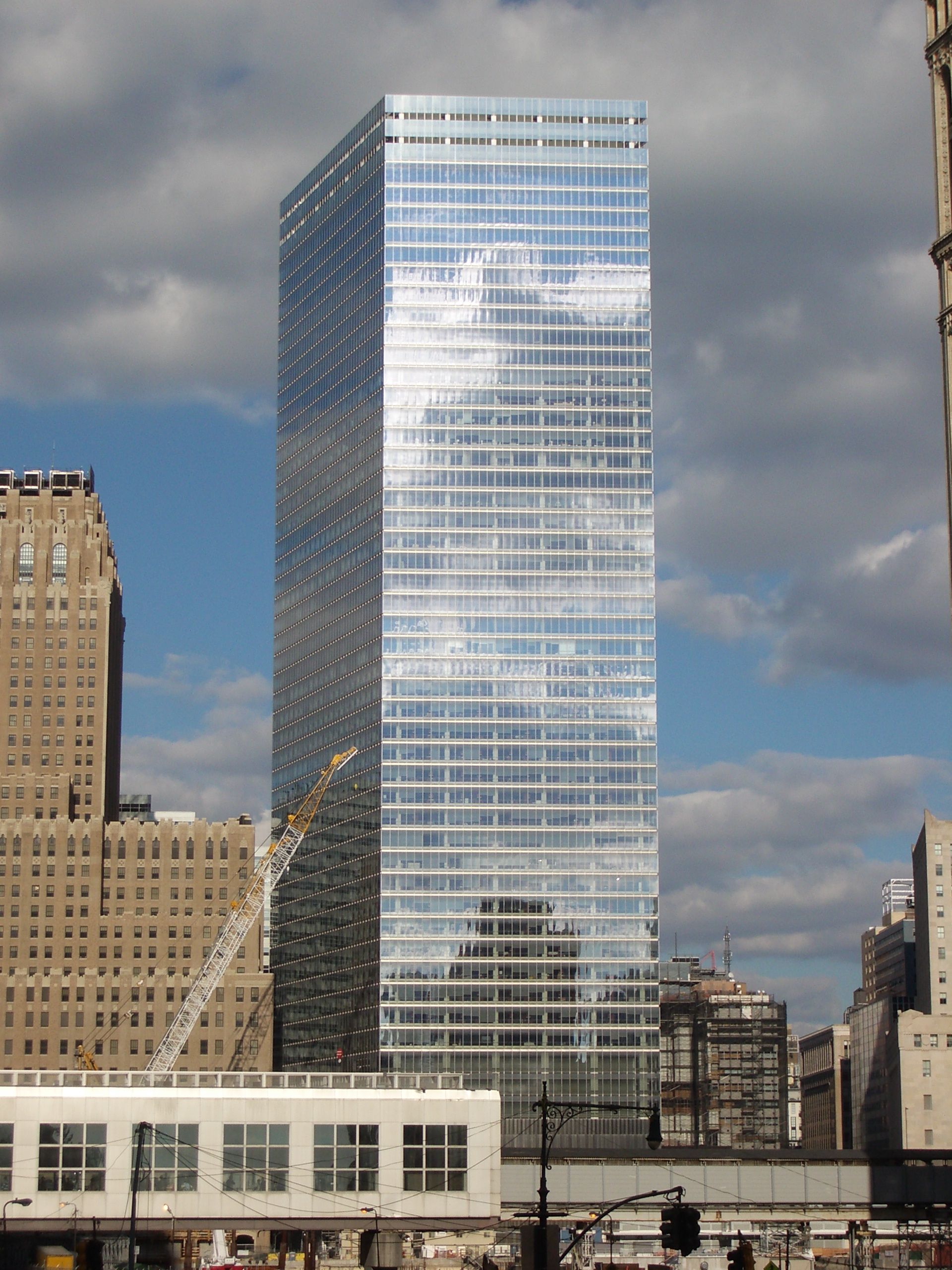
Le nouveau 7 World Trade CE center

Pour la reconstruction du site principal du World Trade Center, de nombreuses personnes participèrent au projet, dont Silverstein et l'Autorité portuaire, ainsi que le gouverneur de l'État de New York, George Pataki. En outre, les familles des victimes, des habitants des quartiers avoisinants, le maire Michael Bloomberg, et d'autres voulurent aussi être impliqués. Le gouverneur Pataki établit la Lower Manhattan Development Corporation (LMDC) en novembre 2001, une commission officielle chargée de superviser la reconstruction. La LMDC organisa un concours afin de rassembler le plus de conceptions possibles pour le site. La conception Memory Fondations de Daniel Libeskind fut choisie comme plan officiel pour le nouveau World Trade Center. Le plan contenait une Freedom Tower de 1 776 pieds (541 m) (maintenant connu sous le nom One World Trade Center), ainsi qu'un mémorial et un certain nombre d'autres tours de bureaux. Un autre projet pour le mémorial du site du World Trade Center de Michael Arad et Peter Walker intitulé Reflecting Absence fut par ailleurs sélectionné en janvier 2004.
Le 13 mars 2006, les ouvriers arrivèrent sur le site du World Trade Center pour entamer les travaux de construction du mémorial. Ceci marqua le début officiel du chantier du mémorial du 11 septembre et de son musée, non sans entraîner de nombreuses controverses et préoccupations de certains membres des familles de victimes. En avril 2006, l'Autorité portuaire et Larry Silverstein parvinrent à un accord dans lequel Silverstein céda les droits de construction pour la Freedom Tower et la 5 WTC en échange d'un financement de Liberty Bonds pour les tours 2, 3 et 4,. Le 27 avril 2006, une cérémonie d'inauguration eut lieu pour marquer le début de la construction de la Freedom Tower.
En mai 2006, les architectes Richard Rogers et Fumihiko Maki furent respectivement choisis pour être les architectes des futures tours 3 et 4. Les dessins définitifs pour les tours 2, 3 et 4 furent dévoilés le 7 septembre 2006. Le Two World Trade Center, ou 200 Greenwich Street, sera haut de 382 mètres et surmonté par une antenne, montée sur trépied, de 29 mètres pour un total de 410 mètres. Le Three World Trade Center, ou 175 Greenwich Street mesurera 352 mètres et aura une hauteur totale de 383 mètres. Le Four World Trade Center, ou 150 Greenwich Street, aura une hauteur totale de 288 mètres. Le 22 juin 2007, l'Autorité portuaire de New York et du New Jersey annonça que JP Morgan Chase allait être chargé de construire le Five World Trade Center, un bâtiment de 42 étages sur le site de l'ancien WTC5 occupé par le bâtiment de la Deutsche Bank, et que Kohn Pedersen Fox avait été choisi comme architecte du bâtiment. Quatre architectes de renom, dont l'architecte espagnol Santiago Calatrava, qui avait conçu le centre de transit, le designer du WTC, David Childs de Skidmore, Owings and Merrill, et le célèbre architecte britannique Norman Foster, de Foster and Partners, conçurent la tour 2 et dirigèrent la conception du modèle de rues en diamants du nouveau site. Ces projets devraient être terminés entre début 2013 et mi-2014.

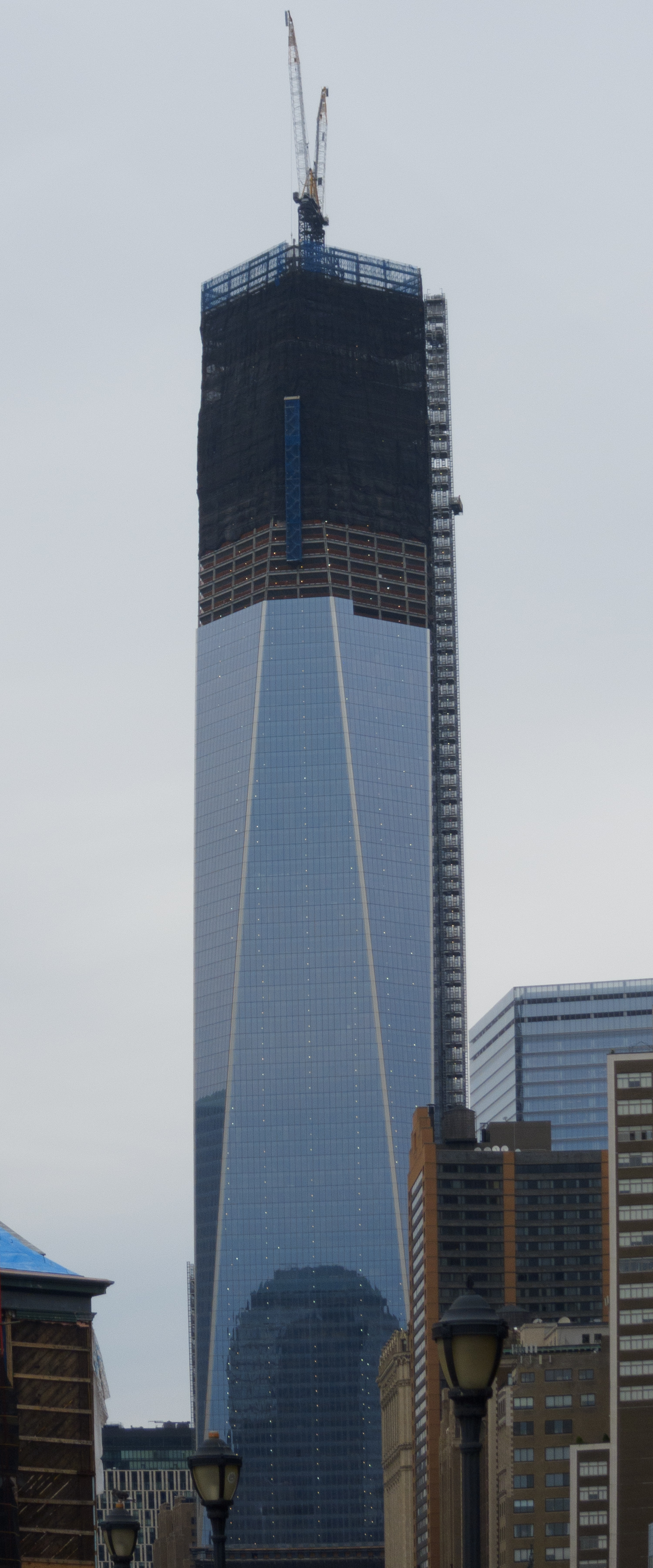
Le One World Trade Center en août 2012

En août 2011, le One World Trade Center atteint le 80e étage et la façade en verre le 54e, la tour 4 en est environ au 38e étage et sa façade en verre au 15e, l'ancien bâtiment de la Deutsche Bank est complètement démantelé et l'Autorité portuaire travaille sur la construction du parking sécurisé. La station PATH et le centre de transport du World Trade Center sont presque terminées. Le mémorial a officiellement ouvert aux proches des victimes le 11 septembre 2011, et au grand public le 12 septembre. Les fondations du Three World Trade Center avancent à bon train et devraient être achevées en 2014 si Silverstein Properties peut répondre aux exigences fixées par l'Autorité portuaire. En décembre 2011, l'assemblage du cadre de la WTC2 commença une fois les fondations coulées. La tour devrait être achevée dans les délais prévus selon l'entreprise de construction. En raison de l'intérêt porté par de nombreuses entreprises américaines et chinoises pour la location de bureaux au WTC, le Two World Trade Center pourrait même être terminé plus tôt que prévu. Le géant de l'édition, Condé Nast a décidé de transférer son siège dans le One World Trade Center, et avec ce changement, beaucoup d'autres nouveaux locataires importants devraient suivre.

### Controverse et critiques
Il y eut beaucoup de débats sur l'avenir de Ground Zero après la destruction du World Trade Center. Des désaccords et des controverses pour savoir qui était propriétaire du bien et ce qui serait construit à cet endroit entravèrent la reconstruction sur le site pendant plusieurs années. Beaucoup voulaient que les tours jumelles soient reconstruites, en plus solides et plus grandes. Ce mouvement était dirigé par une organisation officieuse appelée la Twin Towers Alliance. D'autres, considérant cette zone comme sacrée, ne voulaient rien construire ou voulaient que l'ensemble du site devienne un mémorial. Finalement, un plan de reconstruction fut décidé, prévoyant un mémorial et un musée à l'emplacement des tours jumelles originales ainsi que six nouveaux gratte-ciels implantés autour.
Le One World Trade Center fut lui-même critiqué. Le design original, qui était asymétrique, beaucoup plus petit, et qui possédait une antenne excentrée, fut accueilli avec beaucoup de désapprobation, ce qui entraîna la création d'un nouveau design. L'enceinte fortifiée et la base des fenêtres, furent également critiquées comme trop tristes et peu accueillantes. Pour pallier ce problème, les concepteurs décidèrent de les habiller de panneaux en verre prismatique. Le changement de nom de Freedom Tower en One World Trade Center suscita aussi des critiques.